# Erythrodiplax corallina
Erythrodiplax corallina ist eine Libellen-Art der Gattung Erythrodiplax aus der Unterfamilie Sympetrinae. Sie kommt in Chile und Argentinien vor.

## Merkmale

### Bau der Imago
Der männliche Holotyp der Art hat eine Länge von 33 Millimetern, wovon 21 Millimeter auf das Abdomen entfallen. Der weibliche Holotyp misst hier 34 Millimeter bzw. 23 Millimeter. Die Abdomen der beiden Exemplare waren in der Mitte beide 3 Millimeter breit. Die Flügelspannweite beträgt etwa 26 Millimeter beim Männchen und 28 Millimeter beim Weibchen. Das Pterostigma ist 2,5 bzw. 3 Millimeter lang.

## Namensgebung
Erstmals beschrieben wurde die Art als Libellula plebeia im Jahr 1842 durch Rambur anhand eines weiblichen Tieres aus Chile.
Aber erst durch die Beschreibung Brauers im Jahre 1865 anhand zweier Tiere aus Chile, die bei der „Weltfahrt der kaiserlichen Fregatte Novara“ gesammelt wurden, bekam das Tier den Namen Libellula (Diplax) corallina. Den Gattungsnamen Erythrodiplax bekam die Art, als Brauer diese Spezies 1868 als Generotyp für die Gattung verwendete. Ein weiteres Synonym schuf Förster im Jahr 1914 mit Erythrodiplax nutrina.